# Helinium

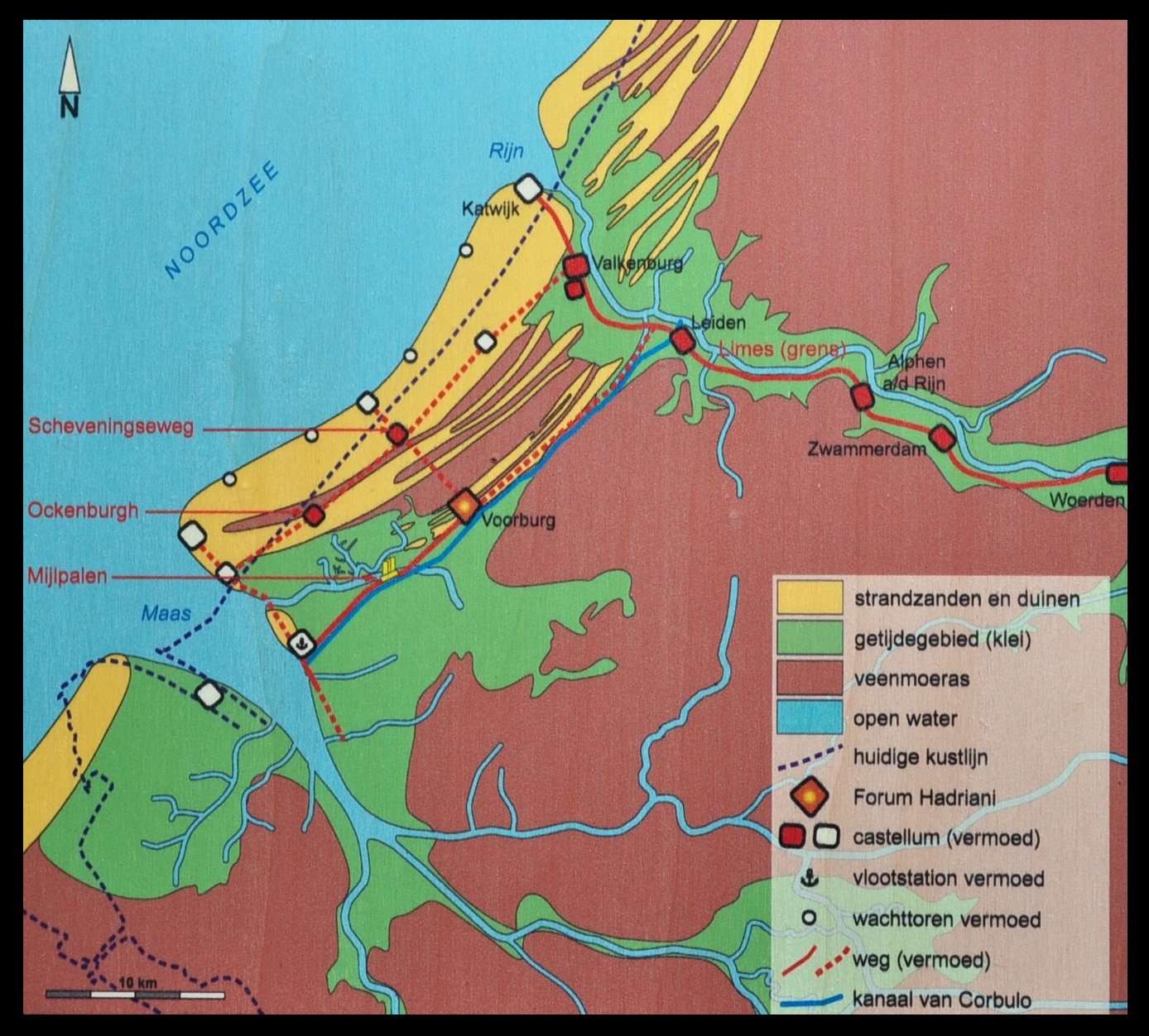
Maasmündung in römischer Zeit

Als Helinium wurde die breite Mündung von Maas und Waal in den Niederlanden in römischer Zeit bezeichnet. Zwischen dem Rhein im Norden und der Schelde im Süden flossen Maas und Waal über eine gemeinsame, breite Mündung zwischen Hellevoetsluis und Westland-Naaldwijk ins Meer. Diese riesige Flussmündung wurde von den Römern Helinium genannt, ein Name, der bis nach dem Mittelalter verwendet wurde. Das Helinium wurde an beiden Seiten durch römische Auxiliartruppen gesichert. Hier endete auch die Fossa Corbulonis, ein Kanal, der den Oude Rijn mit dem Helinium verband.

## Namensgebung
Helinium ist die niederländische Form eines in der römischen Literatur nur einmal überlieferten Namens. Plinius der Ältere bezeichnete den Fluss Maas als Helinium. In seiner Naturalis historia erwähnt er Helinium und Flevum, zwischen denen die Inseln der Bataver liegen. Sowohl Helinium als auch Flevum wurden von ihm jedoch in der gebeugten Form des Akkusativs verwendet: ... , Marsaciorum, quae sternuntur inter Helinium ac Flevum, ..., so dass die sprachlich korrekten lateinischen Namen dieser Orte im Nominativ Helinius bzw. Flevus gelautet haben könnten.

## Die Flussmündungen auf niederländischem Gebiet in römischer Zeit
Zur Zeit des Römischen Reiches war die südliche Westküste der Niederlande viel weniger zersplittert als heute. An drei Stellen wurde die Dünenkämme von Flussmündungen unterbrochen. Neben dem Helinium lagen diese im Süden an der Mündung der Schelde, die durch die Oosterschelde in die Nordsee mündete und damals viel kleiner als heute war, sowie im Norden bei Katwijk aan Zee an der Mündung des damals wichtigsten Rheinarms, des Oude Rijn. Nördlich des Rheins gab es noch mehrere Meeresarme, wie das Oer-IJ bei Castricum und die Vlie zwischen den Wattinseln Vlieland und Terschelling. Die Mündung der Schelde bildete die Grenze zwischen den römischen Provinzen Germania inferior und Gallia Belgica, später zwischen den Provinzen Germania secunda und Belgica secunda.